# Пікоплано панамський
Пікопла́но панамський (Rhynchocyclus brevirostris) — вид горобцеподібних птахів родини тиранових (Tyrannidae). Мешкає в Мексиці, Центральній Америці і Колумбії.

## Опис
Довжина птаха становить 15 см. Верхня частина тіла і груди оливково-зелені. Груди поцятковані зеленими смужками, живіт жовтуватий, гузка білувата. Хвіст зелений. Обличчя сіре, навколо очей білі кільця. Дзьоб короткий, сплющений, зверху темно-сірий, знизу рожевувато-оранжевий.

## Підвиди
Виділяють три підвиди:
- R. b. brevirostris (Cabanis, 1847) — від південної Мексики (східна Оахака і Веракрус) до західної Панами;
- R. b. pallidus Binford, 1965 — тихоокеанське узбережжя південної Мексики (Герреро, Оахака);
- R. b. hellmayri Griscom, 1932 — гори на кордоні східної Панами (Дар'єн) і північно-західної Колумбії (Чоко).

Темний пікоплано раніше вважався підвидом панамського пікоплано.

## Поширення і екологія
Панамські пікоплано мешкають в Мексиці, Гватемалі, Белізі, Гондурасі, Сальвадорі, Нікарагуа, Коста-Риці, Панамі і Колумбії. Вони живуть у вологих рівнинних і гірських тропічних лісах. Зустрічаються на висоті до 2250 м над рівнем моря.